# Терапія любов'ю (фільм)
«Терапія любов'ю» — кінофільм режисера Володимира Басова мол., який вийшов на екрани в 2010 році.

## Зміст
Нина воспитывала свою дочь Юлю всю жизнь без мужчины рядом. Теперь та уже достаточно взрослая, чтобы оценить мамину жертву и помогать ей во всем. Нина знакомится на спортивной секции с симпатичным бизнесменом, и у них завязывается роман. Но к браку дело не идет, поэтому Юля решает выяснить, в чем причина отказа от семейных уз со стороны маминого ухажера.

## Ролі
| Актор                | Роль |
| -------------------- | ---- |
| Олена Дробишева      | -    |
| Поліна Філоненко     | -    |
| Анатолій Лобоцький   | -    |
| Иван Мудров          | -    |
| Володимир Басов мол. | -    |
| Екатерина Радченко   | -    |
| Олена Густова        | -    |

## Знімальна група
- Режисер — Володимир Басов мол., Ольга Басова
- Сценарист — Олена Густова
- Продюсер — Володимир Басов мол.
- Композитор — Олексій Шелигін